# Bolu Belediye Spor Kulübü
Il Bolu Belediye Spor Kulübü è una società pallavolistica femminile turca, con sede a Bolu: milita nel campionato turco di Sultanlar Ligi.

## Storia
Il Bolu Belediye Spor Kulübü viene fondato nel 1999. Nei primi anni della sua storia oscilla tra la terza e la seconda divisione del campionato turco, finché, dopo essersi stabilizzato in Voleybol 1. Ligi per un decennio, ottiene la promozione in Sultanlar Ligi al termine della stagione 2020-21. Nel 2021 il club cambia i propri colori sociali, sostituendo il verde e bianco col rosso e bianco, allineandosi così alla formazione calcistica del Boluspor.

## Rosa 2022-2023
| N° | Nome                | Ruolo | Data di nascita   | Nazionalità sportiva |
| -- | ------------------- | ----- | ----------------- | -------------------- |
| 3  | Hilal Kocakara      | P     | 1º gennaio 2002   | Turchia              |
| 5  | Elif Uzun           | S     | 1º aprile 1991    | Turchia              |
| 6  | TeTori Dixon        | C     | 4 agosto 1992     | Stati Uniti          |
| 7  | Gizem Düzeltir      | L     | 15 aprile 1996    | Turchia              |
| 9  | Elisa Köse          | S     | 20 marzo 2002     | Turchia              |
| 10 | Buket Yılmaz        | S     | 19 gennaio 1994   | Turchia              |
| 11 | Bohdana Anisova     | S     | 16 marzo 1992     | Ucraina              |
| 13 | Seher Aksoy         | C     | 13 marzo 2003     | Turchia              |
| 14 | Selin Navruz        | L     | 22 aprile 1997    | Turchia              |
| 15 | Cansu Aydınoğulları | P     | 18 febbraio 1992  | Turchia              |
| 16 | Nadija Kodola       | S     | 29 settembre 1988 | Ucraina              |
| 17 | Ceren Kestirengöz   | O     | 19 luglio 1993    | Turchia              |
| 18 | Kübra Kegan         | P     | 18 luglio 1995    | Turchia              |
| 19 | Hande Korkut        | C     | 28 ottobre 1990   | Turchia              |
| 87 | Ece Kozdere         | C     | 30 giugno 1997    | Turchia              |